# Buttingeweer
Buttingeweer of Betteweer (ook Belksweer, Belkeweer, Beltkeweer) was een boerderij ten zuiden van Wittewierum bij de Graauwedijk. De boerderij was in 1470 eigendom van Johan Rengers te Scharmer, maar behoorde later tot het bezit van het klooster Sankt Marienwold te Frenswegen bij Nordhorn.
Een aantal landerijen in Buttinga were lagen volgens twee zijlregisters uit de 15e eeuw in de omgeving van de (Slochter?) Ae; gebruiker was een zekere Lijudde in den Ham.